# Gang of Four
A Gang of Four 1976-tól 2020-ig tevékenykedett brit post-punk/dance-rock/art punk együttes volt. 1976-ban alakultak Leeds városában. Első nagylemezük, az Entertainment! bekerült az 1001 lemez, amelyet hallanod kell, mielőtt meghalsz című könyvbe. Az eredeti felállás a következő volt: Jon King - ének, Andy Gill - gitár, Dave Allen - basszusgitár és Hugo Burnham - dob. Később hullámzó felállással működtek. Pályafutásuk alatt a zenekar többször is feloszlott. Először 1976-tól 1984-ig működtek, majd 1987-től 1997-ig. 2004-ben újból összeálltak. Gill 2020-ban elhunyt, így az együttes története ebben az évben végleg lezárult. Zenéjükben a punk rock, a funk és a dub elemei keveredtek, nyolcvanas évekbeli lemezeik hangzására pedig inkább a dance-rock és a disco hangzás jellemző. A Rolling Stone egyik újságírója, Dave Fricke szerint "talán ők voltak a legjobb politikailag motivált rock'n'roll együttes".

## Hatásuk
A Gang of Four nagy hatásúnak számít a post-punk műfajában, illetve nagy hatással voltak a nyolcvanas/kilencvenes évek alternatív rock együtteseire, például az R.E.M.-re és a Nirvanára.

## Tagok
- Andy Gill – gitár, ének (1977–1983, 1987–1997, 2004–2020; 2020-ban elhunyt)
- Thomas McNeice – basszusgitár, vokál (2008–2020)
- John "Gaoler" Sterry – ének, ütős hangszerek (2012–2020)
- Tobias Humble – dob (2016–2020)

## Volt tagok
- Jon King – ének (1977–1983, 1987–1997, 2004–2012)
- Dave Allen – basszusgitár, ének (1977–1980, 2004–2008)
- Hugo Burnham – dob (1977–1983, 2004–2006)
- Busta "Cherry" Jones – basszusgitár (1980; 1995-ben elhunyt)
- Sara Lee – basszusgitár, vokál (1980–1983)
- Gail Ann Dorsey - basszusgitár (1991)
- Mark Heaney – dob (2006–2013)
- Jonny Finnegan – dob (2014–2016)

## Diszkográfia
- Entertainment! (1979)
- Solid Gold (1981)
- Songs of the Free (1982)
- Hard (1983)
- Mall (1991)
- Shrinkwrapped (1995)
- Return the Gift (korábbi dalok újra felvett változata, 2005)
- Content (2011)
- What Happens Next (2015)
- Happy Now (2019)

## Egyéb kiadványok
Koncert albumok
- At the Palace (1984)
- Live...In The Moment (2016)

Válogatáslemezek
- The Peel Sessions (1990)
- A Brief History of the Twentieth Century (1990)
- 100 Flowers Bloom (1998)
- Gang of Four 77-81 (2020)

EP-k
- Yellow (1980)
- Another Day/Another Dollar (1982)
- The Peel Sessions (16.1.79) (1986)
- Die Staubkorn Sammlung (Herbert Grönemeyer + Gang of Four néven, 2015)
- Complicit (замешанная) (csak letöltés, 2018)
- This Heaven Gives Me Migraine (2020)
- Anti Hero/ This Heaven Gives Me Migraine (2020)